# Читтаделла
Читтаделла (італ. Cittadella, вен. Sitadeła) — муніципалітет в Італії, у регіоні Венето, провінція Падуя.
Читтаделла розташована на відстані близько 430 км на північ від Рима, 50 км на північний захід від Венеції, 29 км на північ від Падуї.

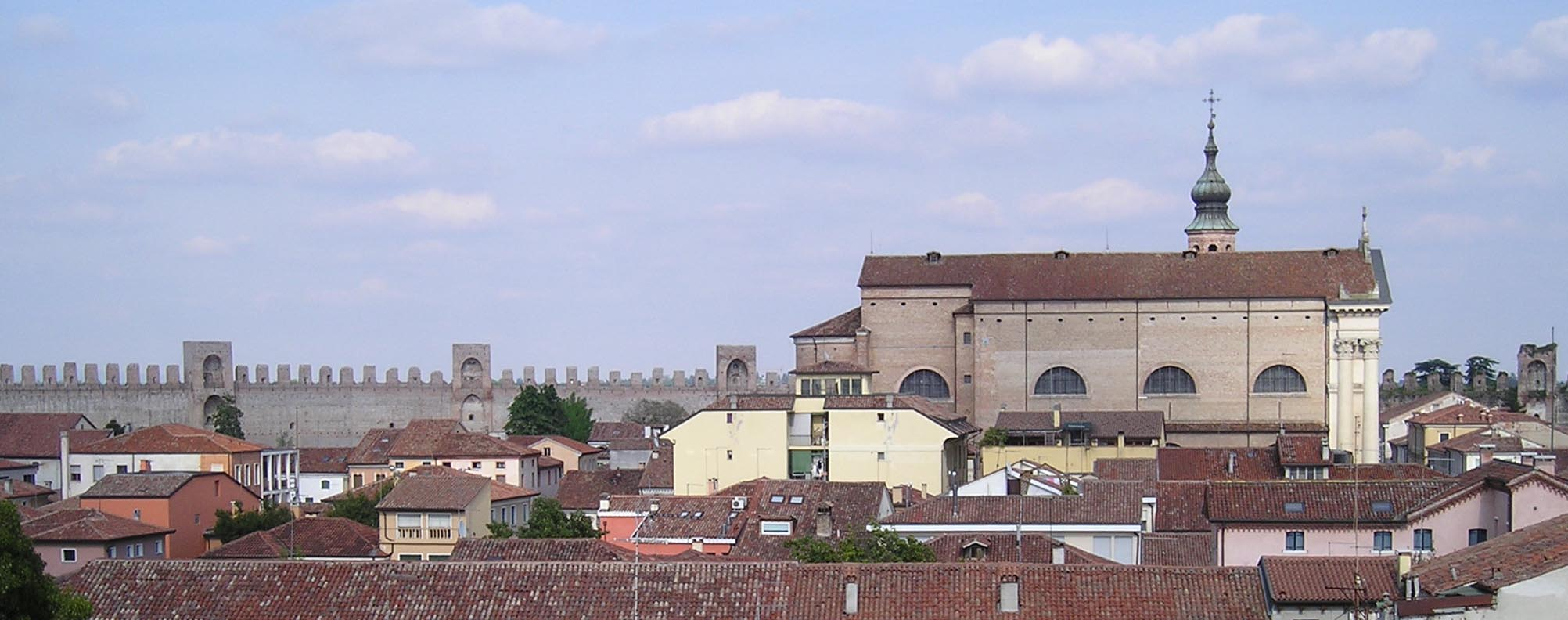

Населення — 20 152 особи (2014).
Покровитель — Prosdocimo.

## Світлини

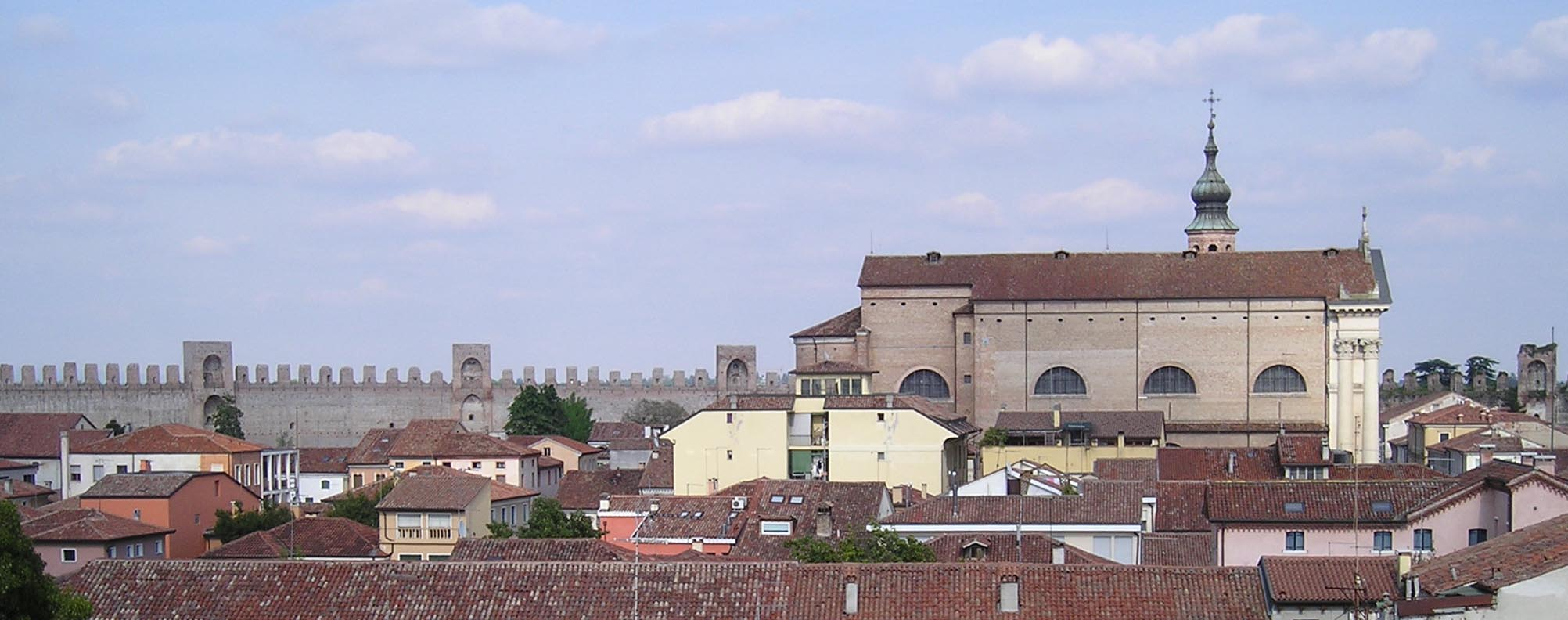
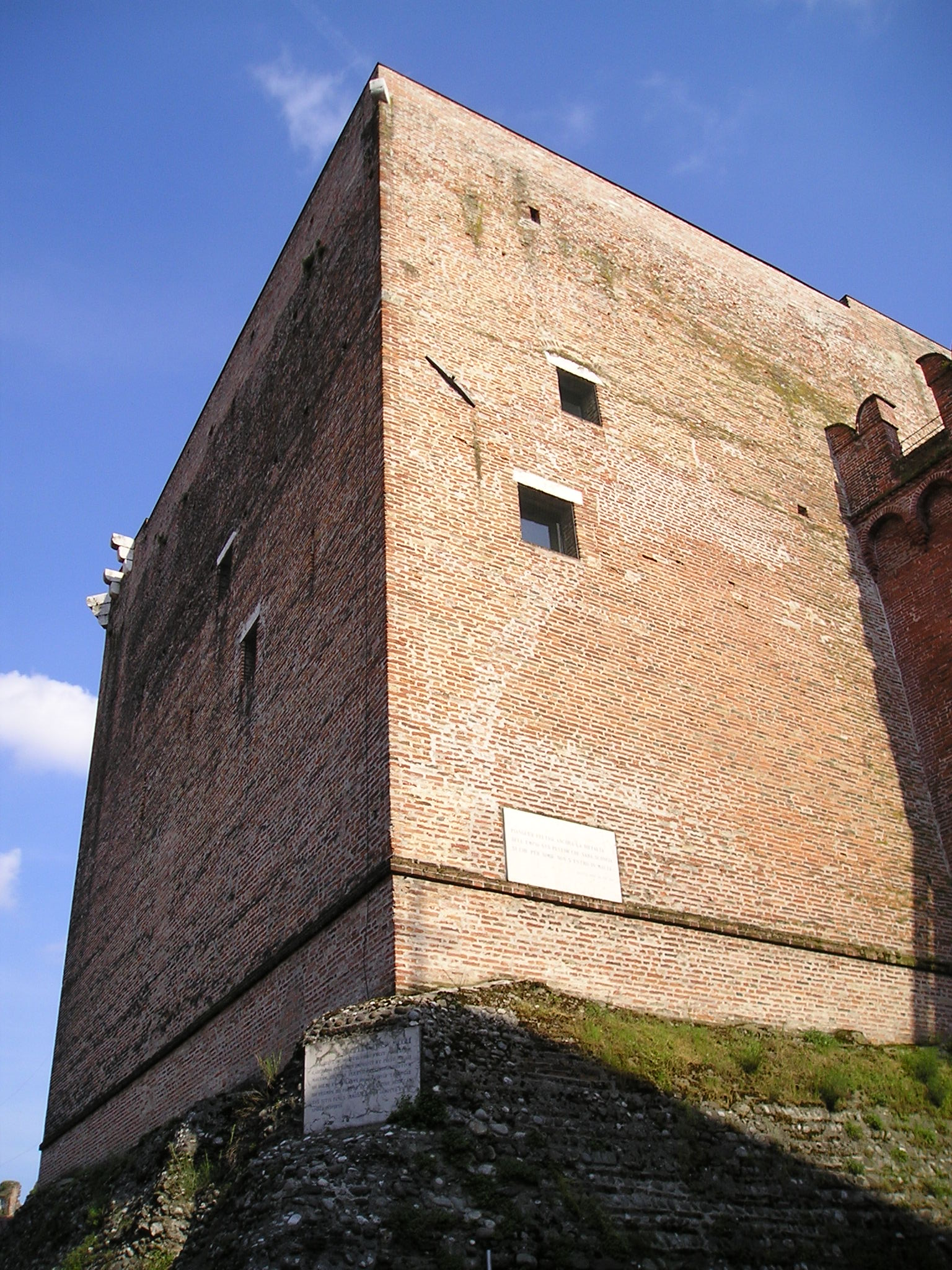
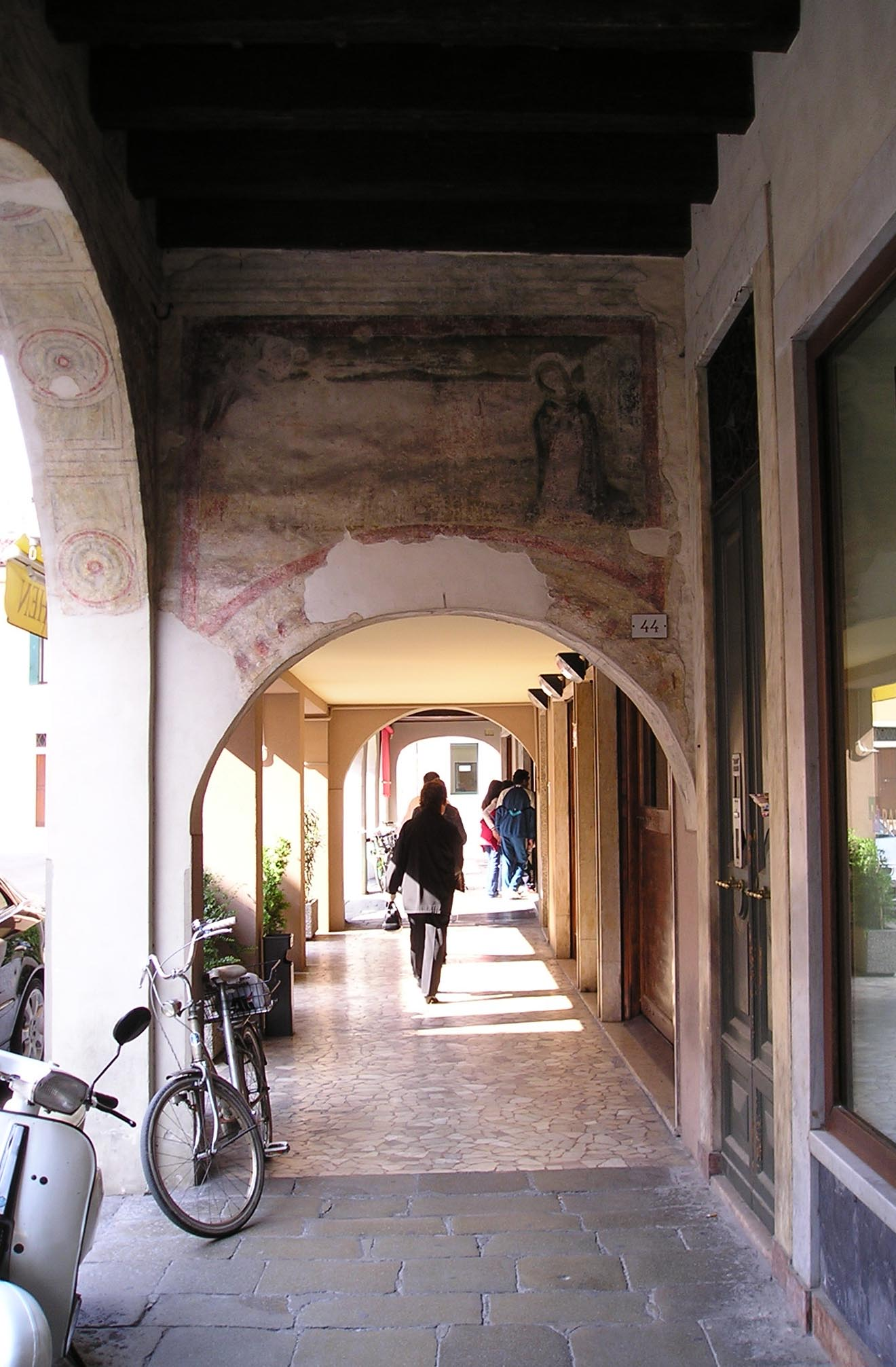
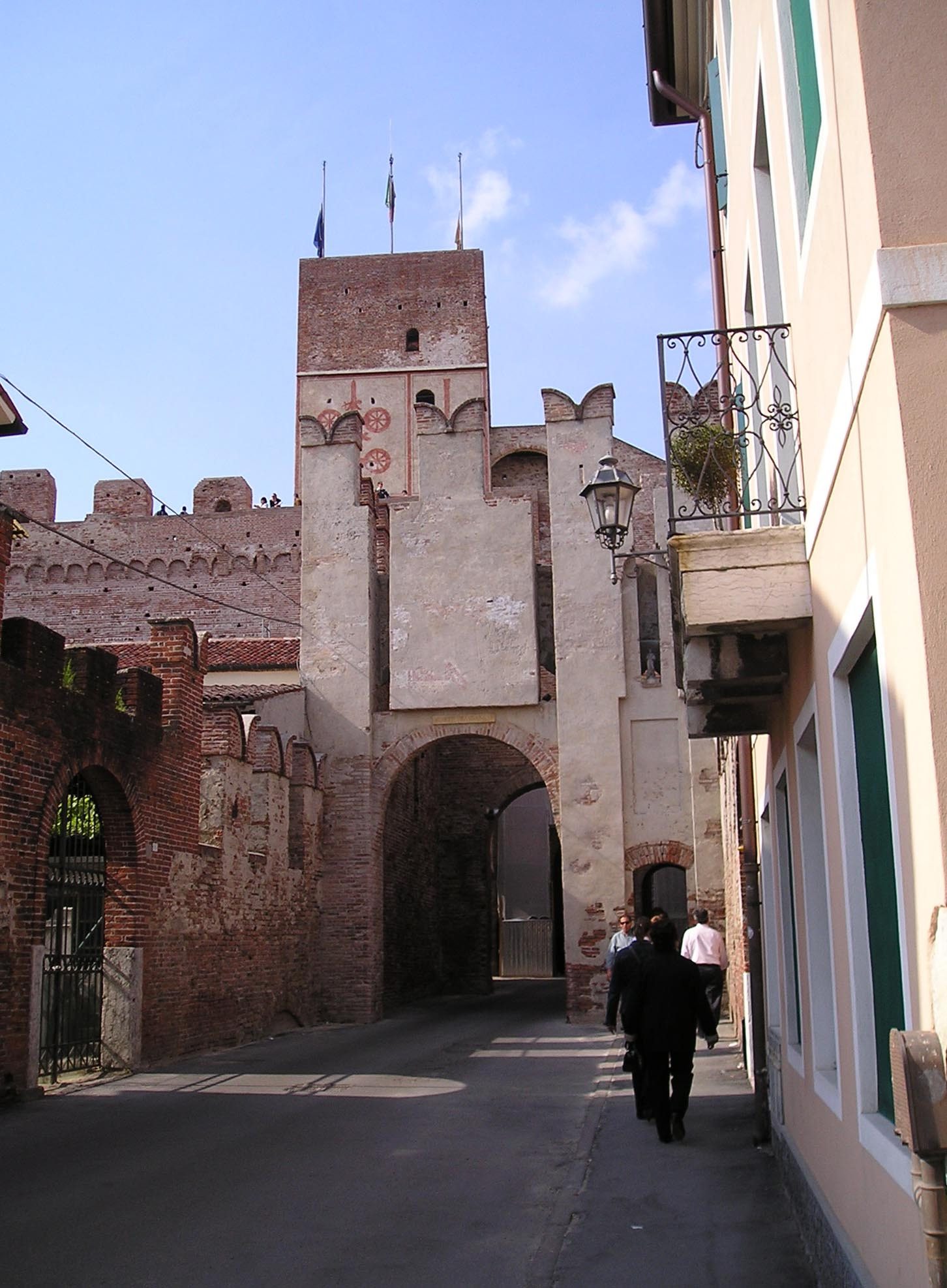
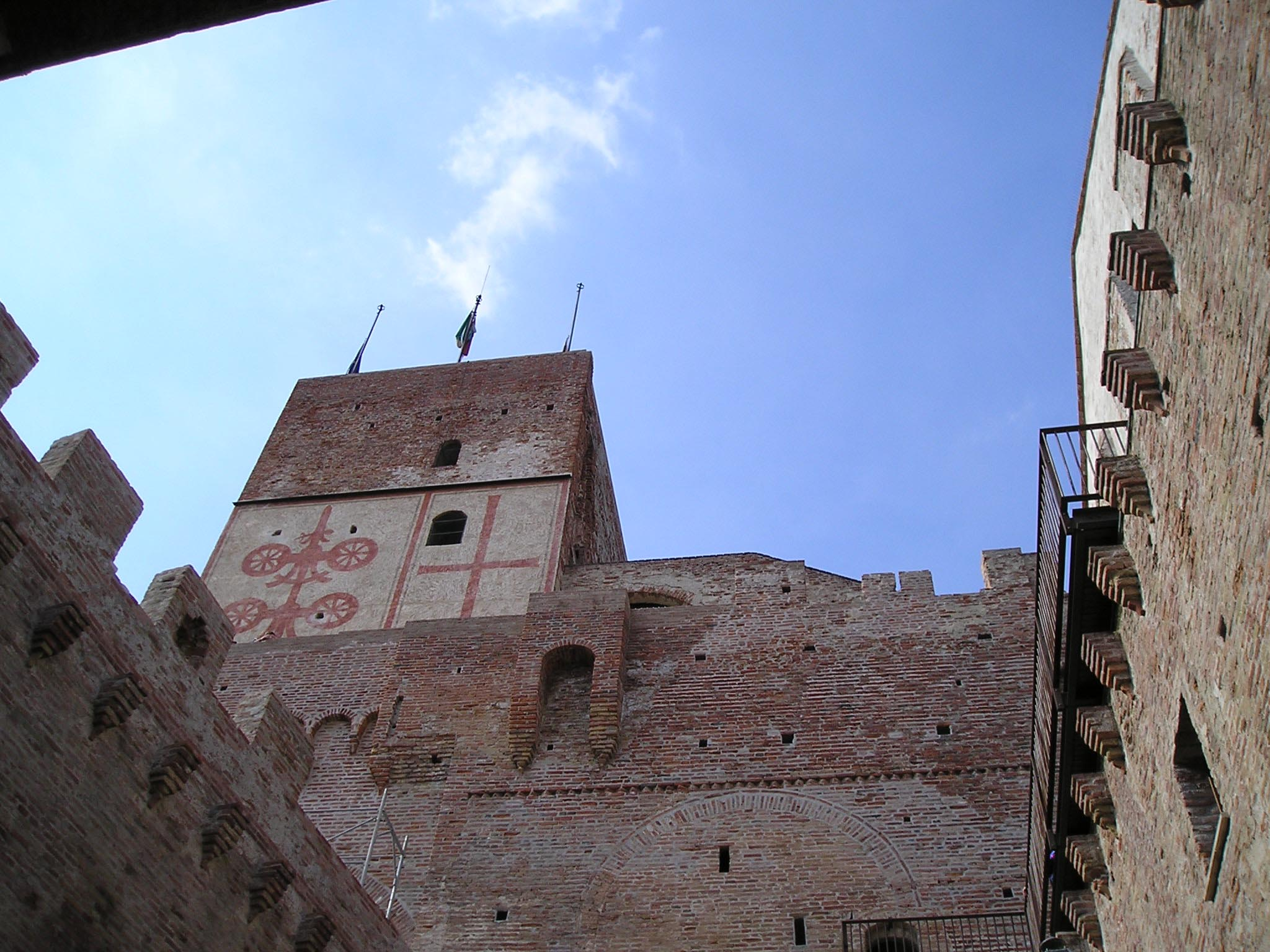
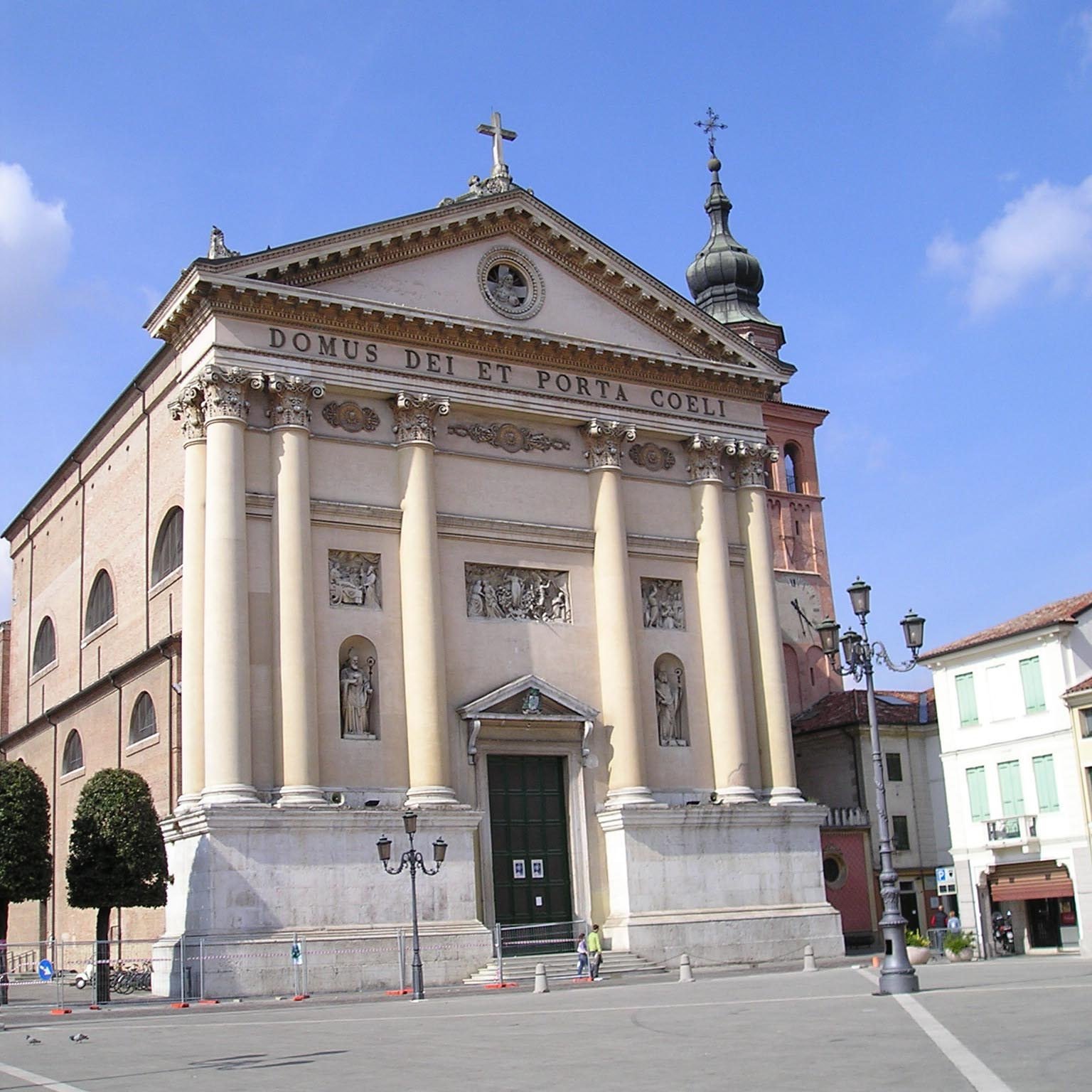
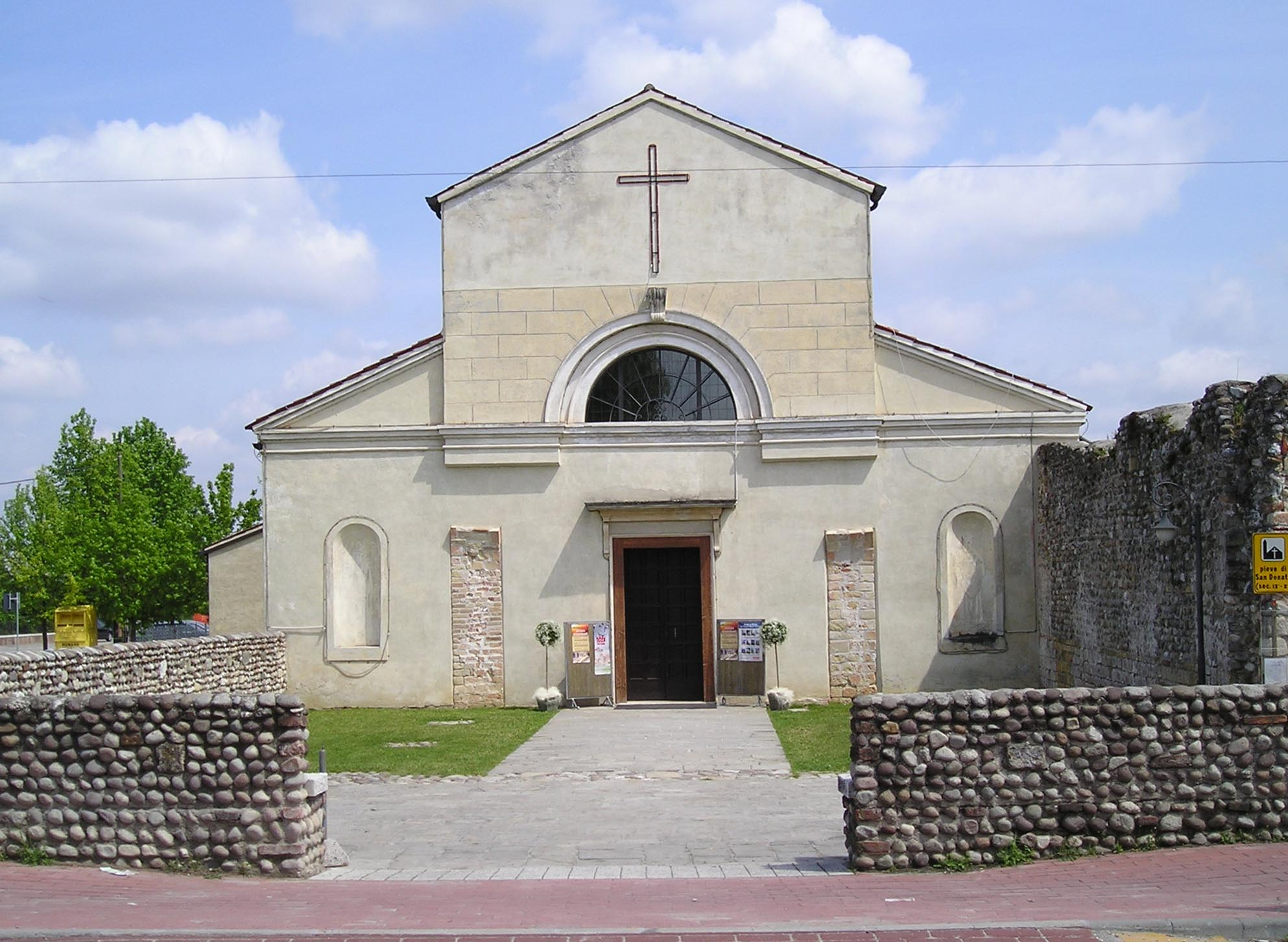

## Демографія
Населення за роками:

Станом на 1 січня 2023 року в муніципалітеті офіційно проживало 1240 іноземців з 65 країн, серед них 533 громадяни країн Євросоюзу та 25 громадян України.

## Сусідні муніципалітети
- Карміньяно-ді-Брента
- Фонтаніва
- Галльєра-Венета
- Поццолеоне
- Россано-Венето
- Сан-Джорджо-ін-Боско
- Тецце-суль-Брента
- Томболо

## Відомі люди
- Паола Еґону — італійська волейболістка нігерійського походження.